# Ligusticum porteri
Ligusticum porteri är en flockblommig växtart som beskrevs av John Merle Coulter och Joseph Nelson Rose. Ligusticum porteri ingår i släktet strandlokor, och familjen flockblommiga växter. Inga underarter finns listade i Catalogue of Life.

## Bildgalleri

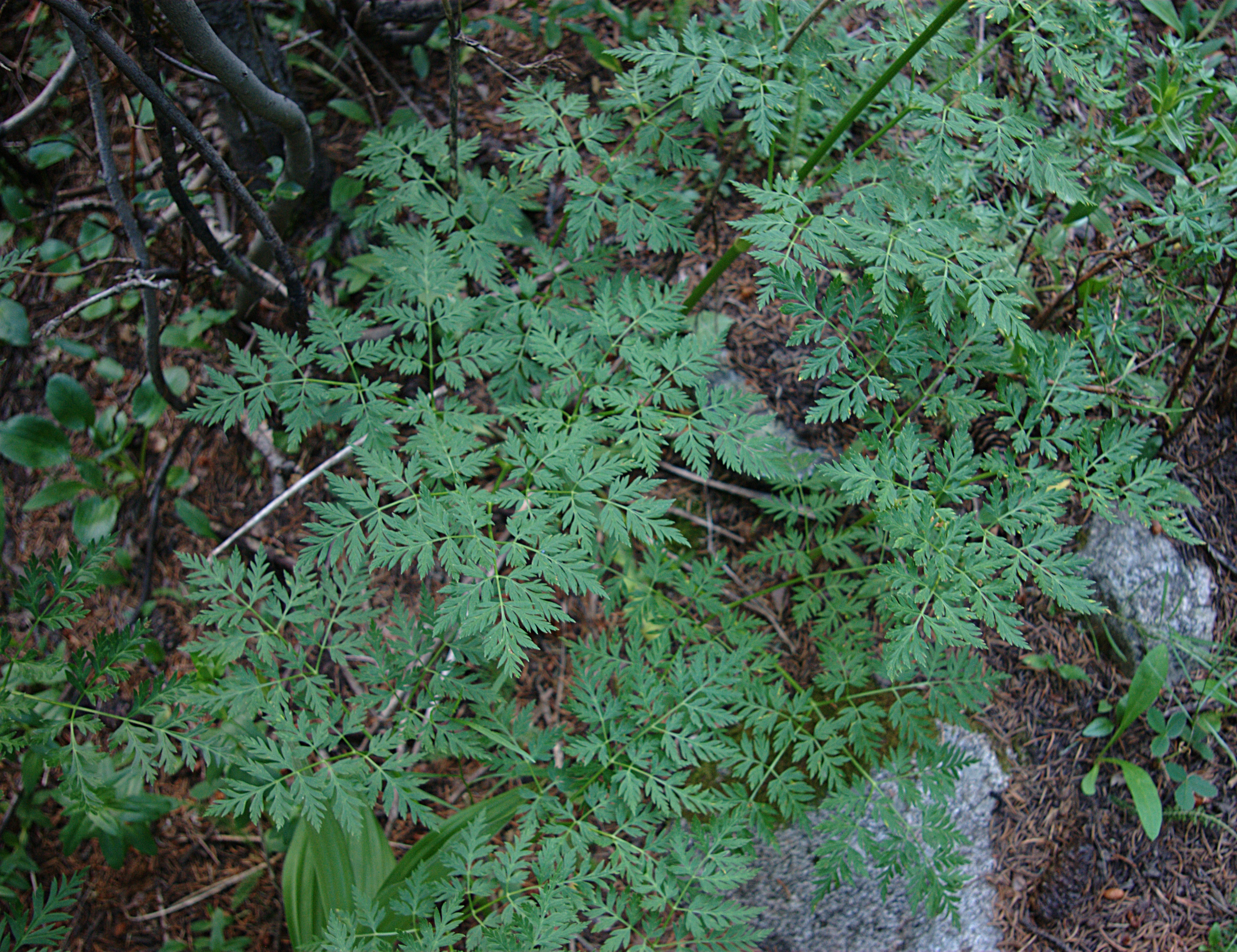